# Britische Äthiopienexpedition von 1868

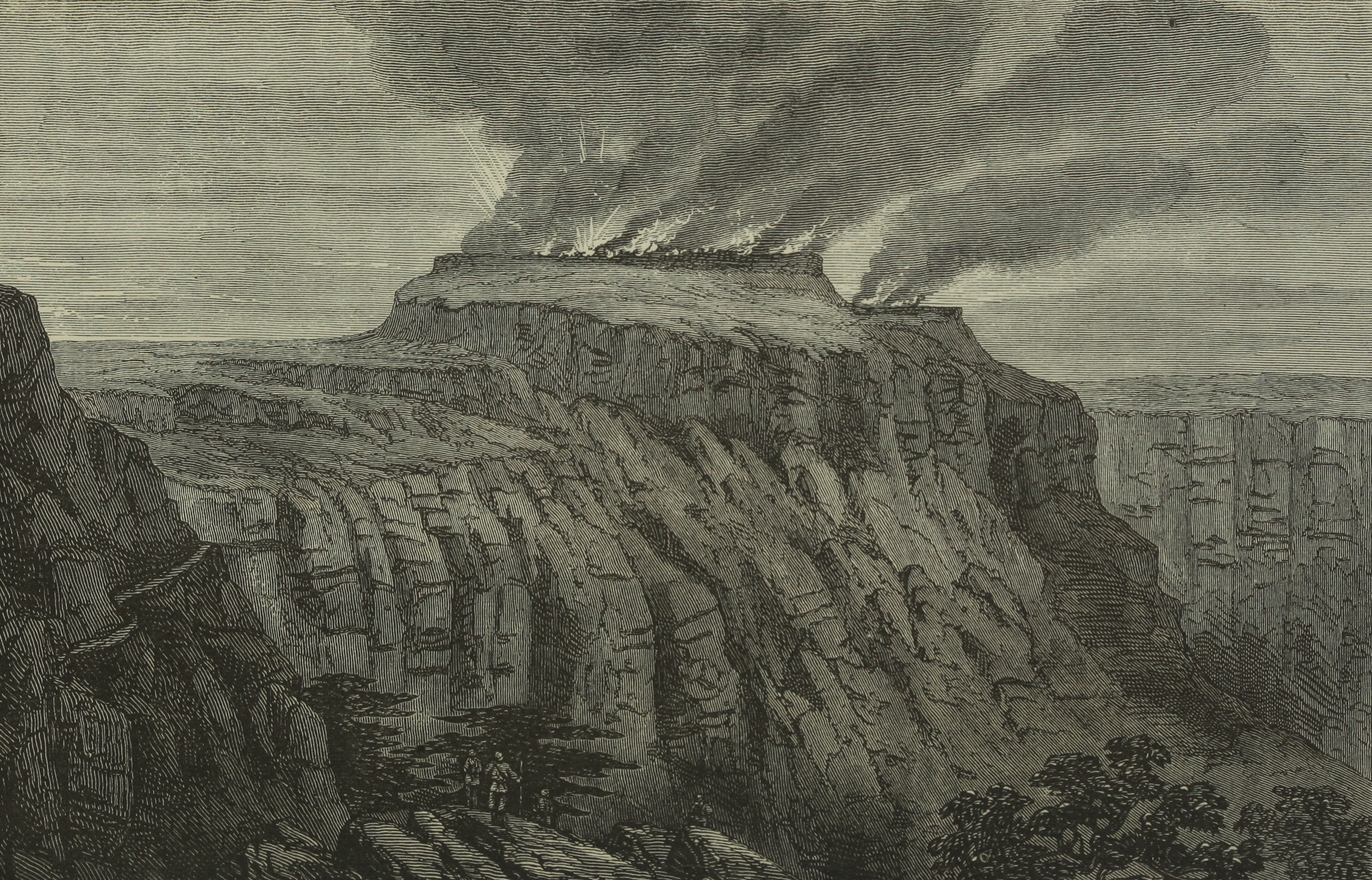
Die Festung Magdala in Brand, nachdem die britische Expeditionsarmee Theodor von Äthiopien besiegt hat

Die Britische Äthiopienexpedition von 1868 war eine militärische Intervention des Britischen Empires gegen das Kaiserreich Abessinien unter Kaiser Theodor II. Auslöser der Expedition waren diplomatische Spannungen, die sich zuspitzten, als Theodor neben mehreren europäischen Missionaren auch zwei britische Regierungsvertreter inhaftieren ließ, um von Großbritannien Unterstützung in Form von Waffen und militärischer Expertise zu erzwingen. Die britische Regierung reagierte mit einer Straf- und Rettungsexpedition unter der Führung von General Sir Robert Napier.
Die Operation stellte logistische Höchstleistungen dar, da eine Streitmacht von etwa 13.000 Soldaten sowie zahlreiche Unterstützungs- und Versorgungseinheiten über mehrere hundert Kilometer unwegsames, bergiges Gelände ohne bestehende Infrastruktur geführt werden musste. Ziel der Expedition war die Festung Magdala, in der Theodor seine Geiseln gefangen hielt.
Nach einer mehrmonatigen Marschphase erreichten die britischen Truppen im April 1868 die Festung und konnten sie in einer kurzen Schlacht einnehmen. Theodor, der sich einer Gefangennahme entziehen wollte, nahm sich während der Erstürmung das Leben. Alle Gefangenen wurden unversehrt befreit. Die Expedition endete mit dem Rückzug der britischen Truppen, die ihre umfassende Logistik wieder abtransportierten und das Gebiet verließen. Die Unternehmung gilt als eine der aufwendigsten Militäraktionen des 19. Jahrhunderts und hatte nachhaltige Auswirkungen auf die britisch-äthiopischen Beziehungen. Der Historiker Harold G. Marcus beschrieb diese Aktion als „eine der kostspieligsten Ehrensachen der Geschichte“.

## Hintergrund

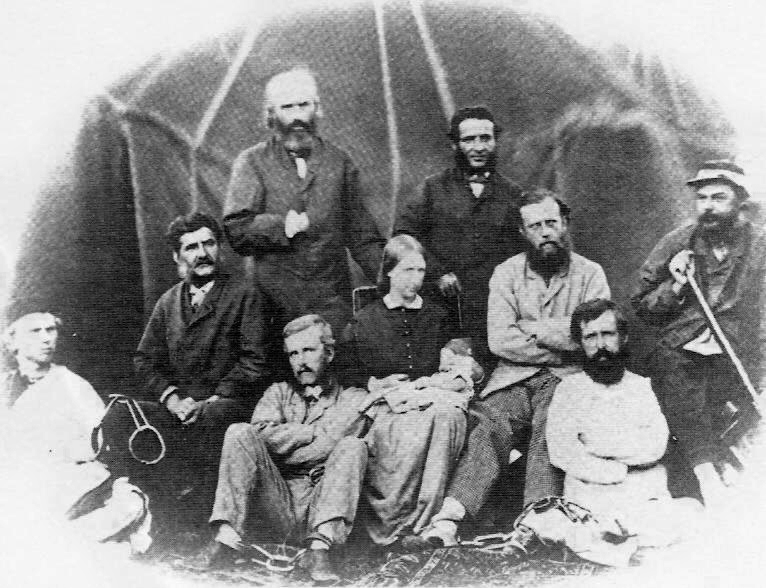
Konsul Cameron (rechts) in der Gruppe der Geiseln (1868)

Bis Oktober 1862 war Kaiser Theodor II. in eine immer gefährlichere Lage geraten, als ein großer Teil Äthiopiens gegen ihn rebellierte. Lediglich ein kleines Gebiet zwischen dem Tanasee und seiner östlich davon gelegenen Festung Magdala hielt zu ihm. Der Kaiser kämpfte ununterbrochen gegen Aufständische. Um seine Stellung wiederherzustellen, rief er letztlich einige Großmächte zu Hilfe. Donald Crummey berichtet dazu: „Nun kam es zum endgültigen Versuch, am Wendepunkt der Karriere des Kaisers. Ein Erfolg könnte die innere Lage stabilisieren, eine Niederlage würde die letzte Stütze wegreißen. Er schlug vor Abgesandte auszuschicken, um militärische Bündnisse und Absprachen für technischen Fortschritt zu erzielen.“
Theodor sandte Briefe an Russland, Preußen, Österreich, Frankreich und Großbritannien. Soweit bekannt, antwortete lediglich die französische Regierung, die Ansprüche im Namen einer Mission der Lazaristen in Hamasien, am Rand von Theodors Reich, anmeldete. Der erste Europäer, der Theodor nach dieser Nicht-Antwort über den Weg lief, war Henry Stern, ein britischer Missionar. In einem Buch hatte Stern die Abstammung des Kaisers aus ärmlichen Verhältnissen erwähnt. Obwohl die Textstelle nicht abwertend gemeint war („die ereignisreiche und romantische Geschichte des Mannes, der vom armen Jungen aus einem Kloster aus Schilfrohr aufstieg…zum Eroberer zahlreicher Provinzen und Herrscher über ein großes ausgedehntes Reich“), stellte sie sich als gefährlicher Fehler heraus. Zu jener Zeit beharrte Theodor auf seiner wahren Abstammung von der Solomonischen Dynastie. Seine Wut äußerte sich auf verschiedene Art, so ließ er unter anderem Sterns Diener zu Tode prügeln, und Stern wurde zusammen mit Rosenthal „angekettet, streng behandelt und letzterer mehrere Male verprügelt.“
Der britische Konsul Charles Duncan Cameron versuchte zusammen mit dem Abuna Salama und einigen Missionaren aus Gafat zu vermitteln, um die beiden Gefangenen frei zu bekommen. Eine Zeit lang schien es so, als sollten ihre Bemühungen von Erfolg gekrönt sein. Am 2. Januar 1864 jedoch wurde Cameron zusammen mit seinen Angestellten aufgegriffen und in Ketten gelegt. Kurz darauf erlitten die meisten der Europäer im königlichen Lager dieses Schicksal.
Die britische Regierung schickte Hormuzd Rassam, um eine Lösung dieser Krise auszuhandeln. Aufgrund von „Sicherheitsfragen in Tigray, der Unentschlossenheit des Königs sowie ständiger Konfusion um die Befehle des Gesandten“ verzögerte sich Rassams Ankunft in Theodors Lager bis zum Januar 1866.
Anfangs schien es, als sollte Rassams Eingreifen von Erfolg gekrönt und die Geiseln befreit werden, obwohl C.T. Beke Briefe von den Familien der Geiseln geschickt hatte, in welchen deren Freilassung gefordert wurde, was den bereits argwöhnischen Theodor weiter verunsicherte. Unterdessen wurde der Kaiser Theodor zunehmend unberechenbarer: Auf freundschaftliche Gesten gegenüber Rassam folgten paranoide Anschuldigungen und Gewalt gegen jeden, der sich in seiner Nähe befand.
Letztlich wurde Rassam selbst zum Gefangenen und einer der Missionare mit dieser Neuigkeit und den aktuellen Forderungen Theodors ausgeschickt (Juni 1866). Der Kaiser verlegte schließlich all seine europäischen Gefangenen auf seine Festung Magdala und setzte seine Unterredungen mit den Briten so lange fort, bis die Königin Victoria am 21. August 1867 ihre Entscheidung bekanntgab, eine militärische Abordnung zur Befreiung der Geiseln zu entsenden.

## Der Feldzug

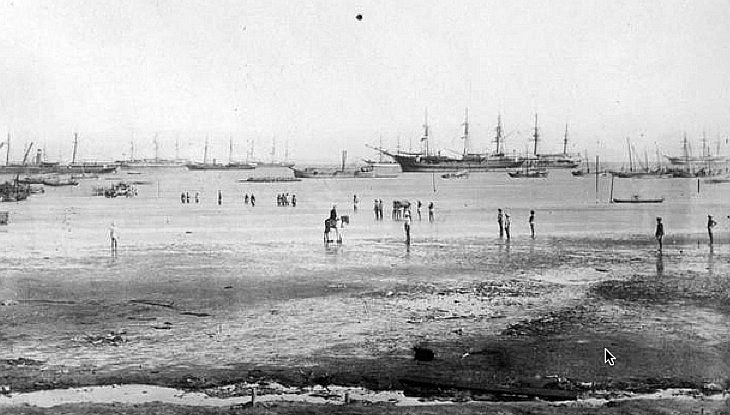
Kriegsschiffe und Transporter der Royal Navy vor Zula, 1868

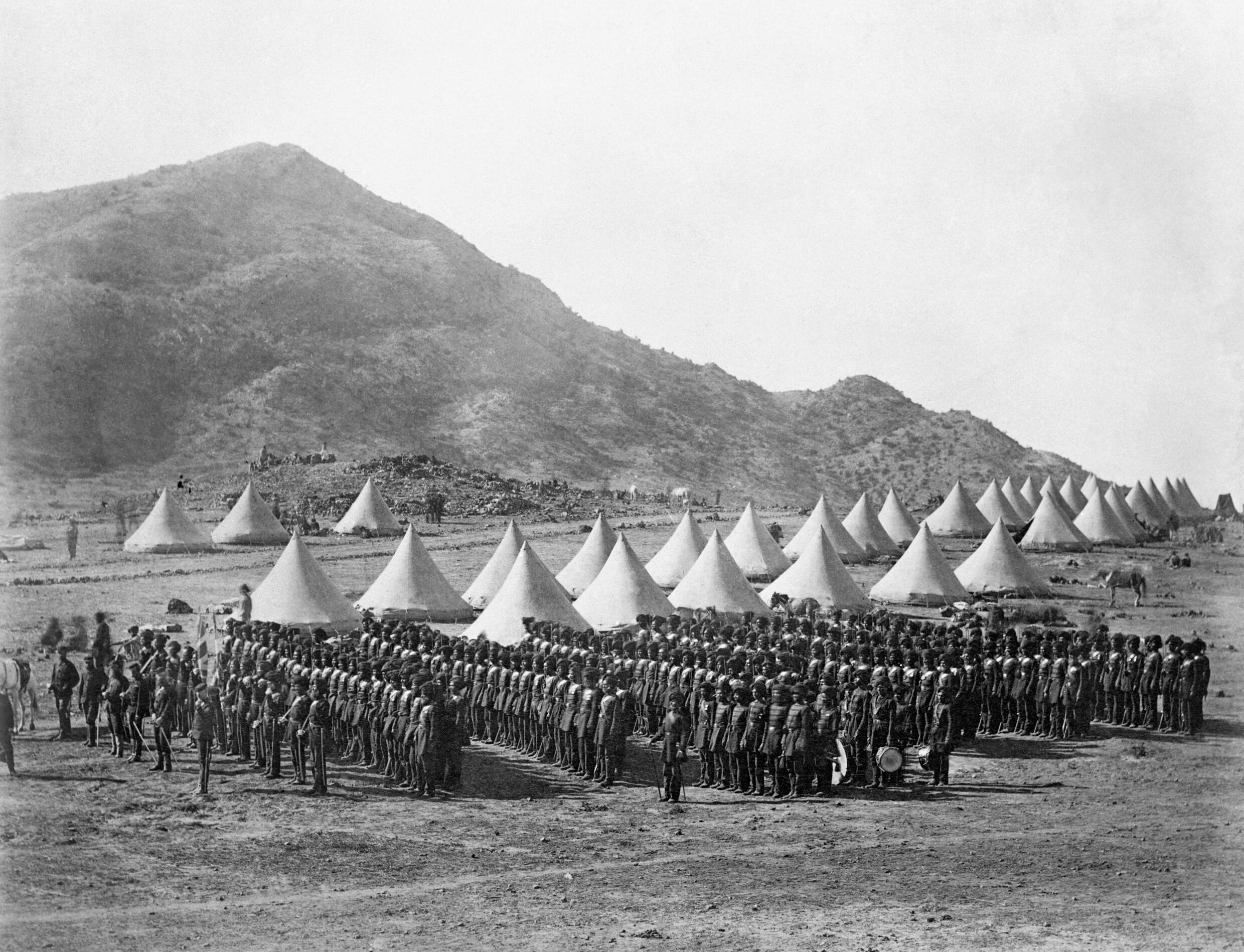
Truppen der British Indian Army im Lager, 1868

Aus Sicht Alan Mooreheads „hat es in der Neuzeit keinen vergleichbaren Feldzug einer Kolonialmacht gegeben, wie den der Briten in Äthiopien 1868. Er verlief von Anfang bis Ende gleich dem Anstand und der Zwangsläufigkeit eines viktorianischen Staatsbanketts. Selbst auf schwerfällige Schlussreden wurde nicht verzichtet. Dennoch war es ein furchterregendes Unterfangen, denn niemand war für Jahrhunderte in das Land eingedrungen und allein die wilde Beschaffenheit des Geländes begünstigte einen möglichen Misserfolg.“
Die Aufgabe wurde der British Indian Army übertragen und Generalleutnant Napier erhielt die Befehlsgewalt über die Expeditionsarmee. Man sammelte sorgfältig Informationen über Äthiopien, berechnete die Größe der einzusetzenden Armee und schätzte die zu erwartenden Bedürfnisse zuvor ein. „So wurden zum Beispiel 44 abgerichtete Elefanten aus Indien herangeschafft, um die schweren Waffen auf dem Marsch zu transportieren, und Abordnungen bemühten sich überall im Mittelmeergebiet und Nahen Osten Maultiere und Kamele für die leichtere Ausrüstung aufzutreiben. Eine Eisenbahnlinie über zwanzig Meilen sollte in der Küstenebene gebaut werden und an der Landungsstelle wollte man eine große Pier, Leuchttürme und Lagerhäuser errichten.“
Die Streitmacht bestand aus 13.000 britischen und indischen Soldaten, 26.000 Zivilpersonen und mehr als 40.000 Tieren, darunter die obengenannten Elefanten. Die Truppe stach von Bombay mit mehr als 280 Dampf- und Segelschiffen in See. Die Vorhut bestehend aus Ingenieuren landete Mitte Oktober 1867 bei Zula am Roten Meer, etwa 30 Meilen südlich von Massaua und begann mit dem Bau eines Hafens. Nach einem Monat stand bereits eine 640 Meter lange Pier, eine zweite wurde in der ersten Dezemberwoche fertiggestellt und die Eisenbahnlinie reichte bereits bis ins Inland. Zu gleicher Zeit war eine Vorhut unter Sir William Lockyer Merewether entlang des trockenen Betts des Kumayli Flusses bis zum Surupass vorgedrungen, wo Ingenieure eine Straße nach Senafe für die Elefanten, Lafetten und Karren bauten.
Merewether schickte zwei Briefe aus Senafe vom Generalleutnant Napier: einen an den Kaiser Theodor, in dem er die Freilassung der Geiseln forderte, und den zweiten an die Äthiopier, worin er verkündete, dass er lediglich an der Befreiung der Gefangenen interessiert sei und feindliche Absichten nur gegen jene habe, die versuchten, sich ihm entgegenzustellen. Der erste Brief wurde durch Rassam abgefangen und zerstört, da dieser fürchtete, dass ein Ultimatum Theodor gegen die Gefangenen aufbringen könnte. Napier erreichte Zula am 2. Januar 1868, wo er letzte Hand an seinen Vormarschplan legte, bevor er am 25. Januar nach Senafe weiterreiste.
Napiers Armee benötigte drei Monate, um die 400 Meilen durchs Gebirge zum Fuß der Kaiserfestung in Magdala zurückzulegen. In Antalo verhandelte Napier mit Ras Kassai, dem späteren Kaiser Yohannes IV., der ihm Unterstützung zusicherte, welche die Briten in ihrem zielstrebigen Marsch nach Magdala dringend benötigten. Ohne die Hilfe, oder zumindest Gleichgültigkeit der einheimischen Völker hätte die britische Expedition niemals ihr Ziel tief im äthiopischen Hochland erreicht. Am 17. März gelangte die Armee zum Ashangisee, 100 Meilen von ihrem Ziel entfernt. Um ihr Gepäck weiter zu verringern, wurden die Männer dort auf halbe Rationen gesetzt.
Inzwischen war Kaiser Theodors Fassade der Unbesiegbarkeit ins Wanken geraten. Zu Beginn des Jahrs 1865 kontrollierte er lediglich Begemder, Wadla und Delanta mit der Festung Magdala. Er bemühte sich, die Stärke seiner Armee aufrechtzuerhalten, welche Sven Rubenson zufolge sein einziges Machtinstrument darstellte. Mitte des Jahres 1867 hatte sich seine Armee durch Überläufer jedoch auf 10.000 Mann reduziert.
Als die Briten Richtung Süden auf Magdala zu marschierten, rückte Theodor von Westen entlang des Beshitta-Flusses vor. Er führte Kanonen mit sich, die europäische Missionare und ausländische Handwerker auf seine Veranlassung hin in Gafat gebaut hatten, darunter auch sein Prunkstück, die gewaltige Sebastopol. Der Kaiser versuchte, vor den Briten nach Magdala zu gelangen. Obwohl er einen kürzeren Weg zurückzulegen hatte, war der Erfolg dieses Unternehmens nicht gesichert. Tatsächlich gelangte er nur wenige Tage vor seinen Gegnern ans Ziel. Am 9. April trafen die ersten Kräfte der britischen Armee am Beshitta ein und „durchquerten am folgenden Morgen, dem Karfreitag, barfuß den Fluss, wobei sie ihre Wasserflaschen auffüllten.“
Am 13. April kam es am Fuße der Festung, auf dem Aroge-Plateau, zur einzigen Feldschlacht dieses Krieges. Die Äthiopier wurden in die Flucht geschlagen. Während auf britischer Seite niemand getötet wurde, waren von Theodors Männern  in nur zwei Stunden mehr als 700 gefallen und 1.200 weitere verwundet worden. Wenige Tage später, als die britisch-indische Expeditionsstreitmacht zum Sturm auf Magdala antrat, beging Theodor Selbstmord, um der Gefangennahme zu entgehen.

## Gliederung der britischen Expeditionsstreitmacht
- Oberkommando (General Napier, Stabschef Oberst Thesiger)
- 1. Division (Generalmajor Staveley)
  - 1. Brigade (Brigadegeneral Schneider)
  - 2. Brigade (Brigadegeneral Wilby, Stabschef William Hicks)
- 2. Division (Generalmajor Malcom)[17]
  - Antalo Garnison (Brigadegeneral Collings)
  - Adigrat Garnison (Brigadegeneral Fairbrother)
  - Sanafé Garnison (Brigadegeneral Stewart)
  - Zulu Brigade (Brigadegeneral Russel)[18]

## Folgen

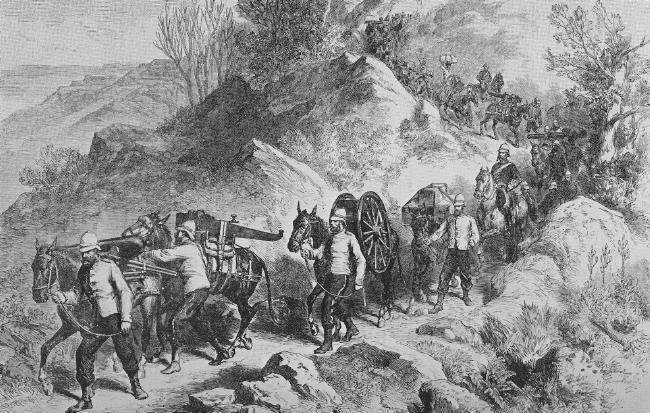
Die britischen Truppen auf ihrem Rückmarsch nach Zula.

Die Briten betraten die Hauptstadt und Sir Robert genehmigte seinen Truppen vor der Abreise aus Äthiopien, Magdala samt seinen Kirchen als Strafmaßnahme zu plündern und niederzubrennen. Seine Armee kehrte auf gleichem Weg nach Zula zurück, wie Moorehead schreibt: „eine eindrucksvolle Prozession mit Musikkapellen und Flaggen. Aber die Armee stellte alsbald fest, dass sie sich in Äthiopien keine Dankbarkeit verdient hatte; sie wurden als weiterer kriegerischer Stamm in Bewegung gesehen. Nun da sie wie schwache geschlagene Männer abzogen, boten sie ein naheliegendes Ziel für Angriffe.“ Ras Kassai wurde in Senafe für seine Dienste mit einer erheblichen Anzahl Waffen, Munition und Lagern prämiert, was ihm später beim Aufstieg zum Kaiser half. Am 2. Juni gelangte Napier nach Zula. Das Basislager wurde abgebaut und Napier bestieg am 10. Juni die Feroze Richtung England durch den Suez-Kanal.
Die britische Expedition nahm viele Schätze, Manuskripte und Reliquien wie Tabots mit, welche sich heute in verschiedenen europäischen Museen und Bibliotheken sowie bei privaten Sammlern befinden. Die Manuskripte entfachten Interesse an äthiopischen Studien im Westen.
Einige der Stücke wurden mittlerweile an Äthiopien zurückgegeben. Das bedeutendste darunter war die Krone Theodors II., die Georg V. persönlich dem späteren Kaiser Haile Selassie bei dessen Besuch in Großbritannien 1925 überreichte.
Mit der Erfüllung ihres Auftrags kehrte die britische Armee nach Hause zurück. Napier wurde als Anerkennung seines Erfolgs zum Baron Napier of Magdala ernannt.